# Bogdan Zieleniec
Bogdan Zieleniec (ur. 1917, zm. 1973) – polski artysta grafik, ilustrator.

## Życiorys
Bogdan Marian Zieleniec urodził się w Sosnowcu 23 marca 1917.
Maturę zdał w roku 1935/36 w IV Liceum Ogólnokształcącym im. Stanisława Staszica w Sosnowcu. Studia artystyczne rozpoczął w 1938 w ASP w Krakowie. Kontynuował po wojnie na Wydziale Malarstwa i Grafiki w ASP w Warszawie w latach 1945–1949. Był uczniem Felicjana Szczęsnego Kowarskiego. Dyplom uzyskał w 1950. Od 1950 był redaktorem artystycznym w wydawnictwie „Nasza Księgarnia”.
W 1965 wyjechał na trzy lata na Kubę. W Hawanie współorganizował Wyższą Szkołę Wzornictwa, gdzie również wykładał. Pokłosiem pobytu na wyspie stały się dwie książki napisane i zilustrowane przez niego: Cuda i dziwy Kuby (1972) oraz Na Kubie kwitną kamienie (1972).
Jego działalność artystyczna obejmuje grafikę (głównie drzeworyt i linoryt), rysunek i malarstwo (olej, akwarela i tempera).
Ilustrowane przez niego książki wydano w Polsce i za granicą. Zilustrował ponad 100 publikacji. Jak pisał o nim krytyk sztuki Ignacy Witz: „subtelny rysownik natury. Lubi prace o charakterze pejzażowym”.
Został uhonorowany licznymi nagrodami. W 1959 roku był członkiem polskiej reprezentacji na Międzynarodowej Wystawie Książki w Lipsku – III IBA, gdzie zdobył brązowy medal. W 1971 uczestniczył ze swymi grafikami w Światowej Wystawie Łowieckiej w Műcsarnok w Budapeszcie. Szczególną jego pasją, ujawnioną pośmiertnie, stało się rysowanie świata przyrody. Jego realistyczne rysunki ozdobiły książkę Rafy koralowe (1978) z tekstem Jana Grzegorza oraz Żaborybogady (1977) z tekstem Henryka Garbarczyka.
Zmarł w Warszawie 23 listopada 1973.

## Twórczość ilustracyjna
- Dzieci z Nyhavn[9] Karin Michaelis
- W ogródku Kasi Jadwiga Korczakowska
- O Janku Wędrowniczku Maria Konopnicka
- Co słonko widziało Maria Konopnicka
- Bajka o chłopcu, piesku i lwiątku Jadwiga Chamiec
- Szara szyjka Dmitrij Mamin-Sibiriak
- Pokaż nam, że czytasz sam (zbiór opowiadań różnych autorów)
- Prvá čítanka Juraj Brt'ka, Marian Falski
- Śpiewnik dla kl. 4 Franciszek Jasionowski i inni
- Ucho od śledzia Hanna Ożogowska
- Tajemniczy ogród Frances Hodgson Burnett
- Baśnie angielskie Joseph Jacobs
- Anne på Grönkulla: Vår vän Anne Lucy Maud Montgomery
- 20000 mil podmorskiej żeglugi Juliusz Verne

## Wystawy
- Grafika, Galeria Kordegarda w Warszawie 22.02 – 01.03.1964[10]